# Cordón Martín Fierro
Cordón Martín Fierro är en bergskedja i Antarktis. Den ligger i Västantarktis. Argentina, Chile och Storbritannien gör anspråk på området.
Cordón Martín Fierro sträcker sig 28,2 kilometer i nord-sydlig riktning. Den högsta toppen är Mount Mull, 764 meter över havet.
Topografiskt ingår följande toppar i Cordón Martín Fierro:
- Mount Lampert
- Mount Mull
- Mount Trenque Lauquen